# Fanis Katergiannakis
Theofanis Katergiannakis (grč. Θεοφάνης Κατεργιαννάκης) (Solun, 16. veljače 1974.) je grčki bivši vratar. Bio je rezervni vratar grčke reprezentacije koja je 2004. postala europski prvak.

## Klupska karijera

### Ethnikos Pylaias
Katergiannakis je karijeru započeo u klubu Ethnikos Pylaias s kojim je osvojio 4. grčku ligu nakon čega mu je Aris dao ponudu koju je bilo teško odbiti.

### Aris
Katergiannakis potpisuje za Aris u ljeto 1994. dok u sezoni 1997./98. postaje prvi vratar kluba u kojem je imao veliki doprinos u plasmanu kluba u 1. grčku ligu. Iduće sezone klub je uspio izboriti nastup u Kupu UEFA. U utakmici protiv Olympiacosa 27. siječnja 2002. Fanis Katergiannakis se istaknuo obranivši mnoge udarce koje su mu uputili Stelios Giannakopoulos, Alexandros Alexandris, Predrag Đorđević i Christian Karembeu. Solunski klub je pobijedio s 1:0 te je to bio jedini domaći poraz Olympiacosa koji je te sezone postao grčki prvak. Nakon te utakmice nekoliko klubova je ponudilo ugovore Katergiannakisu.

### Olympiacos
Vratar u ljeto 2002. prelazi u Olympiacos s kojim potpisuje dvogodišnji ugovor. Tamo je najprije bio rezerva prvome vrataru Dimitriosu Eleftheropoulosu. Prvim vratarem postao je nakon što se Eleftheropoulos ozlijedio na utakmici protiv Panathinaikosa. U toj sezoni Katergiannakis je s klubom osvojio naslov grčkog prvaka čime je izborio direktni nastup u Ligi prvaka. Također, Olympiacos je igrao u finalu grčkog kupa protiv atenskog AEK-a. Katergiannakis je za klub igrao do ljeta 2004. kada je napustio Olympiacos

### Cagliari
Nakon što je Grčka senzacionalno osvojila naslov europskog prvaka 2004. Olympiacos je doveo Antoniosa Nikopolidisa zbog čega su dotadašnja dva vratara napustila klub te oboje otišli u Italiju. Katergiannakis je potpisao za Cagliari a Eleftheropoulos za Messinu. Katergiannakis je igrao s Cagliarijem u Serie A zajedno s Davidom Suazom i legendarnim Gianfrancom Zolom u momčadi. U zimskom prijelaznom roku igrač je napustio klub te potpisao sa Sevillom te objavio kraj reprezentativne karijere.

### Sevilla
Katergiannakis je zimskoj stanci sezone 2004./05. odbio ponudu Dinamo Moskve te je potpisao za Sevillu. To se pokazalo kao loš potez jer je klub već imao standardnog vratara i njegovog zamjenika.

### Iraklis
Vratar je u ljeto 2005. potpisuje dvogodišnji ugovor s Iraklisom. Tamo je igrao s Georgiosom Georgiadisom, bivšim reprezentativnim suigračem s kojim je 2004. osvojio EURO. Te sezone je Iraklis osvojio 4. mjesto u grčkom prvenstvu te je izborio kvalifikacije za Europsku ligu.

### Kavala
U ljeto 2008. Katergiannakis prelazi u redove grčkog drugoligaša Kavale s kojim je osvojio treće mjesto čime se klub kvalificirao u 1. grčku ligu nakon 10 godina. Te sezone vratar je primio najmanje golova te je proglašen najboljim vratarem grčke 2. lige. Povratkom u 1. ligu, Katergiannakis je s klubom osvojio šesto mjesto u grčkom prvenstvu.
17. veljače 2010. Katergiannakis je s Kavalom nakon šest godina ponovo igrao u polufinalu grčkog kupa protiv Panioniosa.

## Reprezentativna karijera
Fanis Katergiannakis je reprezentativni debi imao u studenom 1999. u utakmici protiv Bugarske kada je ušao kao zamjena Antoniosu Nikopolidisu. On i Konstantinos Chalkias su bili rezervni vratari Grčke koja je 2004. postala europski prvak.

## Osvojeni trofeji

### Klupski trofeji
| Klub       | Natjecanje      | Godina |
| Grčka      | Grčka           | Grčka  |
| ---------- | --------------- | ------ |
| Olympiacos | Grčko prvenstvo | 2003.  |

### Reprezentativni trofej
| Portugal   | Portugal |
| Natjecanje | Trofej   |
| ---------- | -------- |
| EURO 04'   | Zlato    |

### Individualni trofej
| Nagrada                       | Godina |
| ----------------------------- | ------ |
| Najbolji vratar grčke 2. lige | 2009.  |

## Vanjske poveznice
- Katergiannakis na web stranici Kavale
- Theofanis Katergiannakis